# 福田蓼汀
福田 蓼汀（ふくだ りょうてい、1905年（明治38年）9月10日 - 1988年（昭和63年）1月18日）は、日本の俳人、登山家。本名は福田幹雄（みきお）。

## 生涯
山口県萩町（現在の萩市）生まれ。父は陸軍中将の福田彦助、母は「ホトトギス」の俳人であった福田無声女。
東北帝国大学法文学部法科在学中に学友の勧めで高浜虚子門に入る。山口青邨の「夏草」にも所属し、1940年には「ホトトギス」同人。虚子が指導する「九羊会」の一員となり、川端茅舎、松本たかし、中村草田男らと交流を深める。1948年、「山火」を創刊・主宰。1958年、橋本鶏二の「年輪」、野見山朱鳥の「菜殻火」、波多野爽波の「青」と共同で四誌連合会を結成し、その世話役を務めた。1961年の俳人協会設立にも参画、のちに副会長も務めている。
1939年の八ヶ岳登山を皮切りに日本各地の山々を踏破、山岳俳人の第一人者として名を高める。戦後に隆盛した社会性俳句の流れからも一線を画し、季節感情と対象を具体的に把握しようとする写実精神を主張。「山岳と自然の純粋美を讃える作品」（岡田日郎）としての山岳俳句を作り続けた。1969年には次男が奥黒部で遭難死するという不幸があり、この悲しみを詠んだ「秋風挽歌」30句（『俳句』11月号掲載）などの業績により、1970年に第四回蛇笏賞を受賞した。1984年に勲四等瑞宝章を受章。1988年1月18日、没。享年82。
「山火」は門人の岡田日郎が継いだ。

## 著書
句集
- 『山火』（1948年）
- 『碧落』（1952年）
- 『源流』（1966年）
- 『秋風挽歌』（1970年）
- 『霰』（1976年）
- 『福田蓼汀全句集』（1984年）
- 『神の山仏の山』（1989年）

随筆など
- 『黒部幻影』（1971年）
- 『四季賛歌』（1975年）
- 『銀箭金壺』（1979年）